# VdB 32
vdB 32 è una nebulosa a riflessione visibile nella costellazione dell'Auriga.
La sua individuazione è facilitata dalla presenza della brillante ε Aurigae, una variabile a eclisse che in fase di massima è di magnitudine 2,92, da cui occorre spostarsi per circa mezzo grado in direzione nord; la nebulosa riflette la luce della stella BD+44° 1080, di classe spettrale B5V (una stella bianco-azzurra) e con una magnitudine di 9,29, pertanto appare di un colore marcatamente azzurrognolo. I gas illuminati fanno parte di una nebulosa oscura che si estende in particolare verso sudest, catalogata come LDN 1477, estesa per 31'.